# Carl af Slesvig-Holsten-Sønderborg-Glücksborg
Hertug Carl til Slesvig-Holsten-Sønderborg-Glücksborg (30. september 1813 – 24. oktober 1878) var hertug af Slesvig-Holsten-Sønderborg-Glücksborg fra 1831 til 1878.
Han var søn af hertug Vilhelm af Slesvig-Holsten-Sønderborg-Glücksborg og Louise Karoline af Hessen-Kassel og storebror til kong Christian 9. af Danmark. Ved faderens død i 1831 arvede han som 17-årig hertugtitlen og Glücksborg Slot.

## Biografi

### Fødsel og familie
Prins Carl blev født den 30. september 1813 på Gottorp Slot ved byen Slesvig i Hertugdømmet Slesvig, der på dette tidspunkt var en del af den danske helstat. Han blev født som prins af Slesvig-Holsten-Sønderborg-Beck og var det tredje barn og ældste søn født i ægteskabet mellem Hertug Vilhelm af Slesvig-Holsten-Sønderborg-Beck og Prinsesse Louise Karoline af Hessen-Kassel. Hans far var overhovede for slægten Slesvig-Holsten-Sønderborg-Beck, en fjern og ubetydelig sidelinje til det danske kongehus, der nedstammede fra Kong Christian 3. Hans mor var datter af Landgreve Karl af Hessen, dansk feltmarskal og statholder i hertugdømmerne Slesvig og Holsten, og Prinsesse Louise af Danmark, datter af Kong Frederik 5. Gennem sin far nedstammede Carl dermed i lige linje fra Kong Christian 3., mens han gennem sin mor var oldebarn af Kong Frederik 5.
Prins Carl havde ni søskende, heriblandt den senere kong Christian 9. af Danmark.

### Opvækst
Prins Carl voksede indledningsvis op med sine mange søskende på Gottorp Slot, hvor familien boede hos hertug Vilhelms svigerforældre. I 1824 døde imidlertid enkehertuginde Anna Karoline, enke efter den sidste hertug af den ældre linje af huset Slesvig-Holsten-Sønderborg-Glücksborg, Frederik Henrik Vilhelm, der var død i 1779. Glücksborg Slot stod herefter tomt, og ved et kongeligt patent af 6. juni 1825 overdrog Kong Frederik 6. af Danmark slottet til Vilhelm og udnævnte ham til Hertug af Slesvig-Holsten-Sønderborg-Glücksborg. Familien flyttede herefter til Glücksborg, hvor Carl blev opdraget sammen med sine søskende under faderens ledelse. "Jeg opdrager mine sønner med strenghed, for at disse skulle lære at adlyde, uden at jeg dog derfor undlader at gøre dem tilgængelige for nutidens krav og fordringer", skrev hertugen til en ven.

### Hertug og ægteskab
I 1831 udnævnte kong Frederik 6. ham til stabskaptajn i det oldenborgske Infanteriregiment. Næppe 3 uger efter, 17. februar, tilfaldt hertugtitlen Carl, da hertug Vilhelm døde som blot 46-årig, hvorefter Frederik 6. sammen med Prins Vilhelm af Hessen-Philippstal-Barchfeld blev formyndere for Carl og hans ni søskende. Den 19. maj 1838 giftede han sig i København med sin kusine, Frederik 6.'s yngste datter, prinsesse Vilhelmine Marie, efter at hun den 4. september 1837 var blevet skilt fra sin første mand, prins Frederik Carl Christian (den senere kong Frederik 7.) 2 dage i forvejen var hertug Carl blevet Elefantridder. Kongen gav det nyformælede par slottet i Kiel til residens.

### Senere liv
1839 udnævntes hertugen til chef for det lauenborgske Jægerkorps. Af misfornøjelse med Christian 8.'s åbne brev om arvefølgen af 8. juli 1846 søgte og modtog hertugen sin afsked fra Hæren. Otte dage efter sin tronbestigelse gav Frederik 7. ham generalmajors karakter. Da oprøret kort efter udbrød, blev hertugen og hertuginden boende i Kiel, men tog i efteråret 1848 midlertidigt ophold i Dresden og vendte først 1852 tilbage til Danmark. Om sommeren boede de på Louisenlund ved Slesvig, om vinteren på Kiel Slot. Under krigen 1864 forlod han atter landet og kom først året efter tilbage til Louisenlund, men boede fra den tid ikke mere i Kiel. 1871 tog hertugen og hertuginden vinterophold på Glücksborg Slot, som den glücksborgske familie i 1854 havde afstået til Frederik 7., men som efter lange forhandlinger i 1870 var blevet tilbageleveret til hertugen af den preussiske regering.
Hertug Carl døde 65 år gammel på Glücksborg Slot den 24. oktober 1878. Da han døde barnløs, blev han efterfulgt som hertug af sin bror Frederik.

## Eksterne links
- Glücksborg Slots officielle hjemmeside
- Hans den Yngres efterkommere

| CarlHuset GlücksborgSidelinje af Huset OldenburgFødt: 30. september 1813 Død: 24. oktober 1878 |                                                           |                         |
| Titler som regent                                                                              |                                                           |                         |
| Foregående: Vilhelm                                                                            | Hertug af Slesvig-Holsten-Sønderborg-Glücksborg 1831-1878 | Efterfølgende: Frederik |